# Knut Olav Rindarøy
Knut Olav Rindarøy (ur. 17 lipca 1985 w Molde) – norweski piłkarz występujący na pozycji obrońcy. Zawodnik klubu Molde FK.

## Kariera klubowa
Rindarøy zawodową karierę rozpoczynał w 2004 roku w klubie Molde FK z Tippeligaen. W tych rozgrywkach zadebiutował 4 lipca 2004 w wygranym 2:1 meczu z Lyn Fotball. W 2005 roku zdobył z klubem Puchar Ligi Norweskiej, po pokonaniu w jego finale 4:2 Lillestrøm SK. W 2006 roku Rindarøy zajął z klubem ostatnie, 14. miejsce w lidze i spadł z nim do 1. divisjon. Po roku powrócił z Molde do ekstraklasy. 3 października 2009 w przegranym 1:2 spotkaniu z Odds BK zdobył pierwszą bramkę w trakcie gry w Tippeligaen. W tym samym roku wywalczył z zespołem wicemistrzostwo Norwegii.
W 2010 roku Rindarøy odszedł na wypożyczenie do hiszpańskiego Deportivo La Coruña, w którym spędził rok.

## Kariera reprezentacyjna
W reprezentacji Norwegii Rindarøy zadebiutował 10 października 2009 w wygranym 1:0 towarzyskim meczu z RPA.